# Frans De Beul

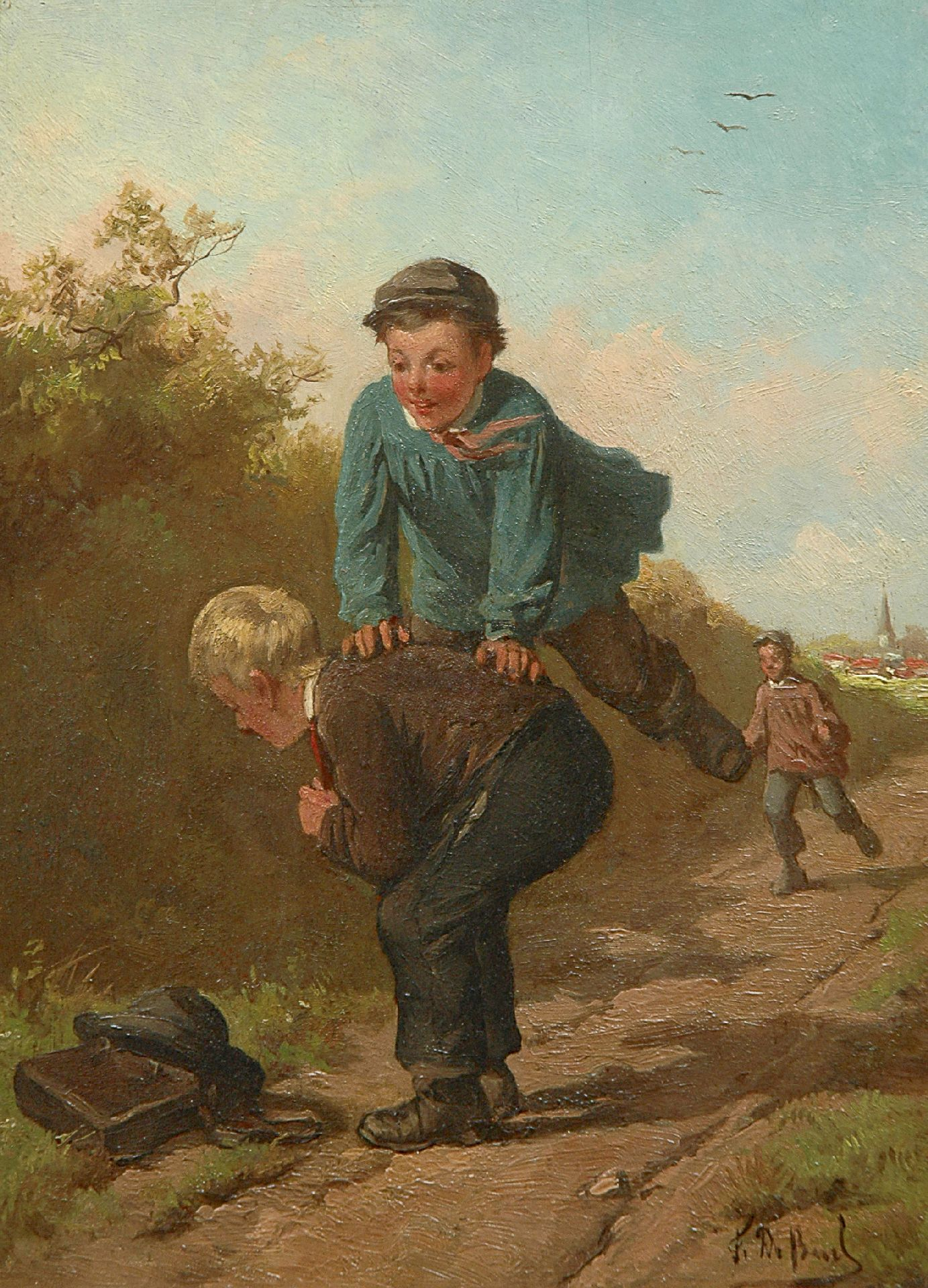
Bockspringen

Frans De Beul (* 22. Juni 1849 in Dendermonde; † 13. April 1919 in Schaarbeek) war ein belgischer Tier- und Genremaler.
Er war ein Sohn von Edouard Conrad De Beul (* 1815) und von Florentine Goethals (* 1821).
De Beul studierte Malerei an den Kunstakademie von Dendermonde bei Ferdinand Willaert und setzte das Studium an der Académie royale des Beaux-Arts de Bruxelles fort.
Er war mit dem französischen Tiermaler Charles Emile Jacque, einem Vertreter der Barbizon-Schule, befreundet, der sein Schaffen beeinflusste. Frans De Beul malte die auf den Bauernhöfen lebende Tiere sowie fröhliche Genreszenen aus dem Leben seiner Zeitgenossen. Seine Bilder fanden Anerkennung beim breiten Publikum. Die besonders erfolgreichen Motive wiederholte er mehrmals mit kleinen Varianten.
1888 unternahm er eine Reise durch Russland, die zu Gemälden mit russischen Themen führte.
Er nahm regelmäßig an Kunstsalons in Städten Belgiens teil, stellte aber auch bei internationalen Kunstveranstaltungen in Berlin, Chicago, Dresden, London, New York, München, Paris und San Francisco aus.
1890 hatte er eine Zwei-Mann-Ausstellung mit Herman Richir im Cercle Artistique et Littéraire in Brüssel.
Er heiratete Jeanne Callewaert, mit der er zwei Kinder hatte: den späteren Maler Armand De Beul (* 1874) und den späteren Bildhauer Oscar De Beul. Er war der Bruder des Malers Henri De Beul (1845–1900).